# Antaheen Jatra
 (février 2023).
La mise en forme du texte ne suit pas les recommandations de Wikipédia : il faut le « wikifier ».
Les points d'amélioration suivants sont les cas les plus fréquents. Le détail des points à revoir est peut-être précisé sur la page de discussion.
- Les titres sont pré-formatés par le logiciel. Ils ne sont ni en capitales, ni en gras.
- Le texte ne doit pas être écrit en capitales (les noms de famille non plus), ni en gras, ni en italique, ni en « petit »…
- Le gras n'est utilisé que pour surligner le titre de l'article dans l'introduction, une seule fois.
- L'italique est rarement utilisé : mots en langue étrangère, titres d'œuvres, noms de bateaux, etc.
- Les citations ne sont pas en italique mais en corps de texte normal. Elles sont entourées par des guillemets français : « et ».
- Les listes à puces sont à éviter, des paragraphes rédigés étant largement préférés. Les tableaux sont à réserver à la présentation de données structurées (résultats, etc.).
- Les appels de note de bas de page (petits chiffres en exposant, introduits par l'outil «  Source ») sont à placer entre la fin de phrase et le point final[comme ça].
- Les liens internes (vers d'autres articles de Wikipédia) sont à choisir avec parcimonie. Créez des liens vers des articles approfondissant le sujet. Les termes génériques sans rapport avec le sujet sont à éviter, ainsi que les répétitions de liens vers un même terme.
- Les liens externes sont à placer uniquement dans une section « Liens externes », à la fin de l'article. Ces liens sont à choisir avec parcimonie suivant les règles définies. Si un lien sert de source à l'article, son insertion dans le texte est à faire par les notes de bas de page.
- La présentation des références doit suivre les conventions bibliographiques. Il est recommandé d'utiliser les modèles {{Ouvrage}}, {{Chapitre}}, {{Article}}, {{Lien web}} et/ou {{Bibliographie}}. Le mode d'édition visuel peut mettre en forme automatiquement les références.
- Insérer une infobox (cadre d'informations à droite) n'est pas obligatoire pour parachever la mise en page.

Pour une aide détaillée, merci de consulter Aide:Wikification.
Si vous pensez que ces points ont été résolus, vous pouvez retirer ce bandeau et améliorer la mise en forme d'un autre article.
 (février 2023).
Pour plus de détails, voir Fiche technique et Distribution.
Antaheen Jatra (assamais : অন্তহীন যাত্ৰা) est un film en langue assamais réalisé par Munna Ahmed. Le film se base sur une histoire de Mamoni Raisom Goswami, lauréate du prix littéraire Jnanpith. Le film a été projeté au Festival international du film de Calcutta avec des films français, tchèques, chinois, portugais, vietnamiens, canadiens, norvégiens, italiens, et bengalis.

## Acteurs
- Nipon Goswami
- Bishnu Kharghoria
- Tapan Das
- Prastuti Parachar
- Zerifa Wahid
- Shantichaya Roy
- Atul Pachani
- Taufique Rahman
- Islam Baharul
- Antara Chowdhury
- Gargi

## Musique
La bande originale du film a été composée par Dr. Hitesh Baruah. Contrairement à ses aventures précédentes, il n'a que trois chansons instrumentales "Literature Masterpiece", "Writing Novels" et "Mamoni's Award Winning". Baruah a réutilisé les morceaux "Sunday Holiday Closing Day", "Kun Khorogor Jui" et "Morom Noir" du film Maa Tumi Ananya à la demande du réalisateur, cependant, elles ne figuraient pas dans le film et n'apparaissaient que dans l'album de la bande originale . Il s'agit du deuxième film dont Baruah a composé la musique.
| 1. | Priya O Priya (Sunday Holiday Closing Day) | Zubeen Garg, Sagarika, Kalpana Patowary | 5:37 |
| 2. | Kun Khorogor Jui                           | Zubeen Garg, Tarali Sarma               | 5:32 |
| 3. | Morom Noir                                 | Zubeen Garg, Shanta Uzir                | 7:34 |
| 4. | Literature Masterpiece (Background Score)  | Dr. Hitesh Baruah                       | 1:34 |
| 5. | Writing Novels (Background Score)          | Dr. Hitesh Baruah                       | 1:00 |
| 6. | Mamoni's Award Winning (Background Score)  | Dr. Hitesh Baruah                       | 1:12 |

Note
- Les pistes 1 à 3 n'apparaissent pas dans le film.